# NGC 7373
NGC 7373 (również PGC 69688) – galaktyka soczewkowata (S0), znajdująca się w gwiazdozbiorze Pegaza. Odkrył ją Albert Marth 11 sierpnia 1864 roku.